# ماده منفجره خمیری

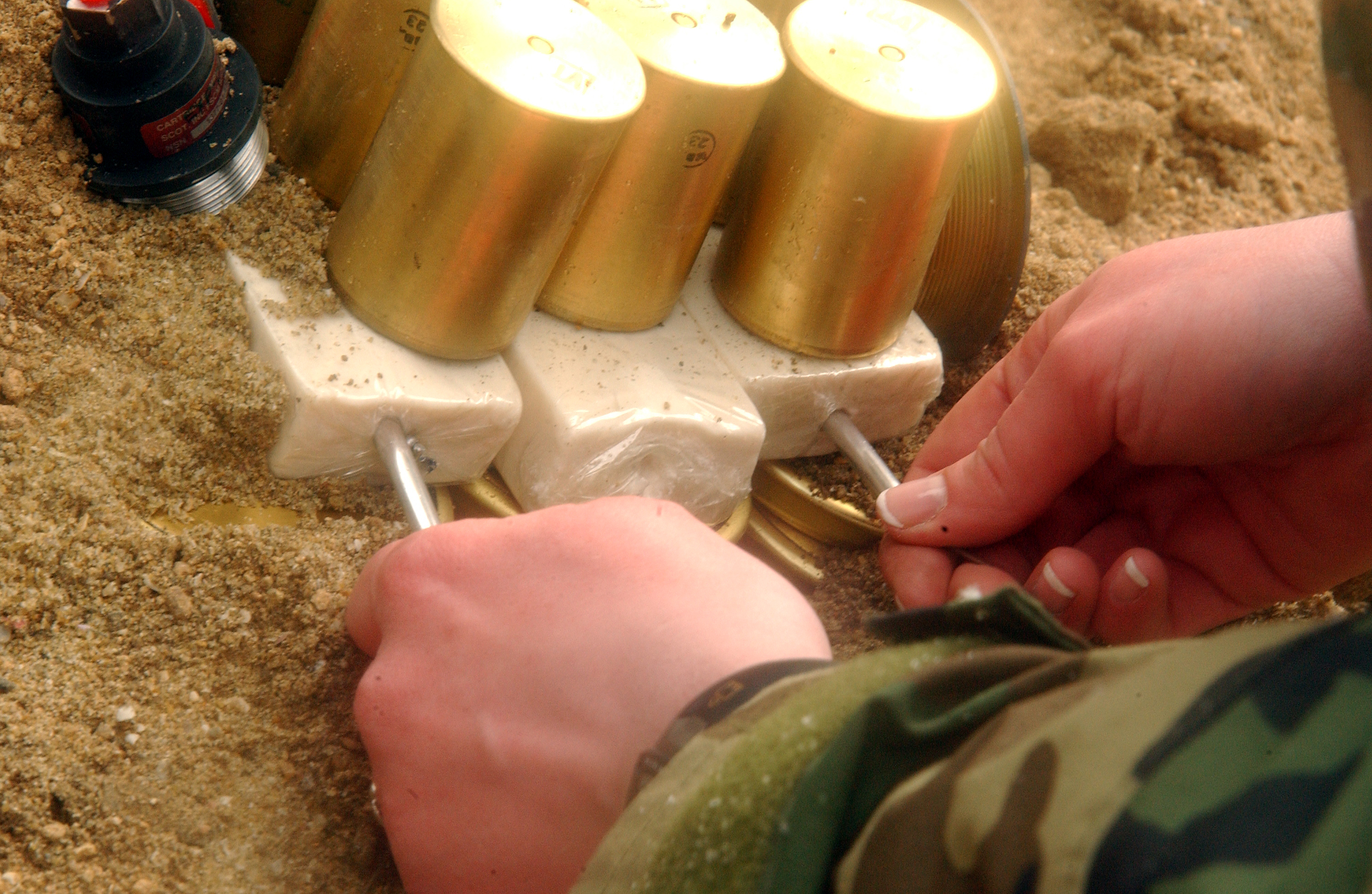
ماده منفجره خمیری سی-۴

ماده منفجره خمیری (به انگلیسی: Plastic Explosive) یک ماده نرم و قابل شکل‌دادن با دست است. در مهندسی مواد منفجره این مواد با عنوان مواد منفجره بتونه ای (به انگلیسی: putty explosives) شناخته می‌شوند.
مواد منفجره خمیری برای تخریب بسیار مناسب هستند. سمتکس و سی۴ از جمله معروف‌ترین مواد منفجره خمیری هستند.